# Sertularia brunnea
Sertularia brunnea is een hydroïdpoliep uit de familie Sertulariidae. De poliep komt uit het geslacht Sertularia. Sertularia brunnea werd in 1923 voor het eerst wetenschappelijk beschreven door Stechow. 